# Pedro Luis de Borja Llançol de Romaní
Dom Pedro Luis de Borja Llançol de Romaní, O.E.S.S.H. (em italiano: Pierlodovico ou Pierluigi Borgia), (Valência, 1472 - Nápoles, 4 de outubro de 1511) foi um cardeal espanhol pertencente à poderosa família Borja. Foi arcebispo de Valência e Penitenciário-mor da Igreja.

## Biografia
Nascido na família Borja, Pedro Luís era sobrinho-bisneto do Papa Calisto III e sobrinho-neto de Rodrigo Borja, que naquela época servia como Cardeal Vice-Chanceler em Roma. Ao chegar ao papado, criou também cardeais seus primos João, o velho (1492) e César (1493) e seu irmão João, o mais novo (1496); Seu outro irmão, Rodrigo, era capitão da guarda papal.
Cavaleiro da Ordem de São João de Jerusalém, foi criado cardeal in pectore por seu tio-avô, o Papa Alexandre VI, no consistório de 20 de março de 1500, tornado público em 28 de setembro do mesmo ano. No mesmo ano, foi nomeado Arcebispo de Valência, sucedendo seu irmão Juan, embora nunca tenha visitado a diocese.
Foi nomeado governador de Spoleto e Bagnoregio, penitenciário-mor e abade comendatário dos mosteiros de Valldigna (Valência), San Simpliciano (Milão) e San Leonardo de Siponto (Nápoles).
A seu pedido, Alexandre VI emitiu a bula de criação da Universidade de Valência em 1501 e o rei Fernando II de Aragão autorizou a fundação em 1502.
O cardeal participou dos dois conclaves de 1503: o de setembro, que elegeu Pio III, e o de outubro , que elegeu Júlio II. Após a eleição deste último, que era adversário dos Bórgias e havia ordenado a prisão de César, Pedro Luis fugiu de Roma com o cardeal Francisco de Remolins e se refugiou em Nápoles sob a proteção de Gonzalo Fernández de Córdoba.
Em 1507, por um breve período, foi também Arcebispo de Santiago de Compostela para resolver o problema de um filho, Alonso de Fonseca y Ulloa, suceder a seu pai, Alonso de Fonseca y Acevedo, na cadeira, o que era proibido. A arquidiocese não reconhece Pedro Luis em sua lista de arcebispos.
Ele permaneceu em Nápoles até 1511, quando, mal informado sobre a morte do Papa, partiu para Roma e morreu em consequência de uma queda do cavalo. Ele foi enterrado na igreja de S. Pietro Celestino, em Nápoles, sem um memorial fúnebre.